# 戦国無双3
『戦国無双3』（せんごくむそうスリー）は、 2009年12月3日にコーエーより発売のWii用のアクションゲーム。戦国無双シリーズの第3作。
キャッチコピーは「いざ、出陣!」。

## 概要
「絆」をテーマに戦国時代を描く。物語は主に、上杉謙信、武田信玄、北条氏康による関東の覇権争いを描く「関東三国志」、織田信長、豊臣秀吉、徳川家康の3人の天下人に焦点を当てた「戦国の三傑」、戦国時代終盤の石田三成や直江兼続、加藤清正などの戦いを描いた「関ヶ原の若武者」という3つに分けられている。
従来の無双アクションに新たに「練技ゲージ」が追加され、これを1つ消費し敵のガードを崩しつつ突進できる「影技」（えいぎ）と、練技ゲージと無双ゲージを満タンにして発動する究極の必殺技「無双奥義・皆伝」が追加されたのが特徴。武器システムは『真・三國無双5』と同様の方式でノーマル、スピード、パワーの三種類から選択。戦闘はミッションのクリアが重視され、士気ゲージが廃止された代わりに特定の条件下で武将を倒すことで有利になったり装備品などを入手できる「撃破効果」が追加された。その他、好きな時に道具を使用できる「携帯道具」や、前作の一部の武将の特殊技として実装されていた「馬呼び」が新システムとして追加された。
新キャラクター

新キャラクターとして加藤清正、黒田官兵衛、立花宗茂、甲斐姫、北条氏康、竹中半兵衛、毛利元就が登場。また、『戦国無双2』には登場しなかったくのいちも『戦国無双』以来に復活して登場。NPCとして綾御前、福島正則も参戦。
前作には登場した宮本武蔵、佐々木小次郎、ガラシャは登場しない。また阿国、濃姫、森蘭丸、今川義元、風魔小太郎、前田利家、柴田勝家の7人にはストーリーモード(無双演武)が無い。
- 「新武将」モードでのエディットによりオリジナルの武将を作成できる。
  - 声：宮坂俊蔵（熱血）、草尾毅（豪傑）、藤本たかひろ（老練）、神谷浩史（冷静）、前田愛（活発）、鈴木真仁（怜悧）、永島由子（妖艶）、鈴木麻里子（無垢）
  - 武器：日本刀・槍・薙刀・風魔小太郎以外の無双武将の武器
  - 武将編集で作成し、使用できるようになる武将。性別を選択でき、男性だと基本的には一般武将と同じ種類のグラフィックを選ぶことが出来る。女性だと専用のグラフィックが用意されている。共に声（性格）は4種類。三國無双シリーズと比べるとエディットの為に用意されているパーツは少なめである。
  - 他にも、ゲーム中の特殊NPCである、福島正則、綾御前、村雨城モードの四大城主のグラフィックを条件クリア後に使用可能となる。
  - モーションと特殊技は武器固有の物となり、組み合わせを自由に選択することは出来ない。なお、本作では性差による武器選択の制限がなくなった。能力の限界突破が出来ないため、最終的には正PCに比べると一ランク格下の扱いになってしまう。
  - 無双演武（ストーリーモード）は存在しないが、DLCである「戦国史」モードは新武将でのみプレイ可能となっている。他のモードで使用に制限は無い。無双演武は、他のキャラの2Pとしてならば使用可能。

新ゲームモード
- 村雨城モード

任天堂のゲーム『謎の村雨城』とのコラボ。主人公の鷹丸と共に村雨城の謎を解き明かしていくモード。
- 戦国史モード

有料ダウンロードコンテンツ。戦国時代の前期から後期までを追体験できるモード。

## 主題歌
GACKT『雪月花 -The end of silence-/斬〜ZAN〜』

## 戦国無双3 猛将伝
『戦国無双3 猛将伝』（せんごくむそうスリー もうしょうでん）は、2011年2月10日発売にコーエーテクモゲームスより発売のアクションゲーム。
Wii版『戦国無双3』の拡張版。『戦国無双3』と連動させることで戦国無双3の物語やステージをプレイすることが出来る。

### 新要素
NPCだった綾御前、福島正則がプレイアブルキャラクターとして登場。『戦国無双2 猛将伝』からガラシャが復活。『3』で模擬演武専用だった7人にもシナリオが新たに追加され合計10人分のストーリーモード「無双演武」がプレイ出来る。また模擬演武を特定の武将でプレイすることで発生する会話イベントが多数用意された。
「第2レア武器」「第3レア防具」の追加、武器に付いた技能を書き換えることのできる「新・武器強化システム」、戦場に合わせて自ら携帯道具を取捨選択できる「携帯道具カスタム」、新たな難易度「天国」「修羅」、キャラクターのモデルや音声、プロフィールなどが鑑賞できる「武将鑑賞」などが加わった。
新ゲームモード
- 創史演武

選択した人生目標の達成のため、ショートシナリオを連続してクリアしていく。
- 腕試し

特殊なルールのもとで戦い、記録にチャレンジする。

## 戦国無双3 Z
『戦国無双3 Z』（せんごくむそうスリー ゼット）は、2011年2月10日発売にコーエーテクモゲームスより発売のプレイステーション3のアクションゲーム。画質はハイレゾ化され、秒間60フレーム描画に対応している。
上記の『戦国無双3』と『戦国無双3 猛将伝』の内容をワンパッケージで搭載。村雨城モードは収録されていないが、戦国史モードは最初から収録されている。

### 戦国無双3 Z Special
2012年2月16日に『戦国無双3 Z』のPSP版が発売された。PSP版の無双シリーズで初めて、有料のダウンロードコンテンツが配信された。
2人での通信協力プレイや、「腕試し」での4人での通信対戦プレイが可能。

## 戦国無双3 Empires
『戦国無双3 Empires』（せんごくむそうスリー エンパイアーズ）は、2011年8月25日にコーエーテクモゲームスより発売のプレイステーション3のアクションゲーム。
キャッチコピーは「これが「無双」の天下取り!」。
「Empires」シリーズとしては初の10の大名家ごとのストーリーモード「戦史演武」が加わった。『戦国無双 Chronicle』からの流れで会話デモが導入されている。
既存の「Empires」ならではのシステムの多くが廃止されて新しくなっている。

### システム
内政、戦闘ともに大幅に変更が加えられている。

#### 箱庭内政
既存の所属武将による提案採択による内政は廃止され、箱庭に様々な施設を配置して国力を増強する箱庭内政システムとなっている。市、長屋、道場などの施設を配置することで、収入や人口、幸福度や兵力などが増加していく。施設には1マスに配置する通常施設と2×2の4マスに配置する大型施設がある。大型施設は通常施設の進化、クリア特典や武将による提案、DLC、GREE「100万人の戦国無双」との連携で様々な施設が解禁されていく。また、特定の通常施設同士を隣接させることで片方が特殊な施設に変化する。箱庭の限られた面積をやりくりしての領国経営が求められる。

#### 戦闘
レベルは戦闘毎にリセットされるようになり、武将の育成要素はなくなっている。代わりにレベルアップ速度は非常に早まっており、一回の戦闘でいかに効率的なレベルアップを行うかが重要となる。各武将への個別指示も廃止されており、全軍へのおおまかな命令のみとなっている。味方武将の戦況に伴った台詞も救援要請や再出撃程度になっている。基本的に戦場は『ガンダム無双3』に準じた仕様となっている。既存の拠点同志を結ぶ補給線や敵味方の勢力圏を示すゾーンは廃止された。士気の概念はなく、自軍と敵軍の兵力ゲージが表示されている。拠点にはレベルが設定されており、その拠点から出撃する兵士の強さに影響する。通常の拠点の他に離れた拠点間を移動できる大鷲拠点、強力な砲撃で敵拠点を制圧する大筒拠点、戦力ゲージを回復する兵糧庫、無双ゲージを自動的に回復させる祈祷所などがある（各拠点とほぼ同一の効果の施設がガンダム無双3に登場している）。
戦闘では十字キーが行動方針の選択になったため携帯道具は廃止となった他（これにより馬呼びもセレクトボタンに移行）、攻撃を受けた際に影技の動作で逃げる「影技回避」が追加された。影技回避は敵に囲まれた際に簡単にその場から抜け出せる便利な技であるが、雑兵の弱い（よろけない）攻撃などあらゆる攻撃に対応しているため攻撃中に影技を出そうとして影技回避が出てしまうといった欠点もある。
今回は無双武将だけではなく、特定の敵軍一般武将と接触すると武将固有の名乗り台詞が用意されている。またプレイヤー操作の武将と敵対武将が特定の組み合わせで接触すると専用の遭遇会話が挿入される。

### 戦史演武
10人の大名の中から一人を選択してシナリオをプレイするモード。無双演武と異なり、会話デモによってストーリーが進行していく。内容は史実の流れを重視したものから完全なIFまで様々。必ずしも大名たちが主人公というわけではなく、ストーリーによっては部下や縁者が実質的な主役となっている。難易度は低く、本作のシステムに慣れるためのチュートリアル的なモードである。
織田信長
信長の父・織田信秀の葬儀から始まる。実質的に前田利家が主役となっており、彼を中心に森蘭丸との関係や織田家中の人々がえがかれる。将軍・足利義昭もストーリーに初登場する。
上杉謙信
関東出兵から始まる。主に川中島での戦いを中心に描かれている。
武田信玄
信玄が武田家を継ぐ少し前から始まる。父・武田信虎との確執や息子・武田義信を廃嫡するエピソードが中心となっている。
伊達政宗
政宗が父に家督を譲られるところから始まる。途中からIF中心となり甲斐姫とのラブコメ的な展開となる。
豊臣秀吉
中国大返しから始まる。敵対者と次々と滅ぼし降した史実と違い光秀や勝家さえも生存させて天下統一を目指す。
徳川家康
秀吉の死後から始まる関ヶ原の戦いの時代の物語だが流れはほとんどIFとなっている。三成、清正、正則ら豊臣子飼い武将らの描写も多く、彼らの絆も見どころの一つである。
島津義弘
主人公は義弘であるが、実際の大名は史実通り兄の島津義久である。
長宗我部元親
戦いへ赴く光秀を追いかけるべく、織田軍の荷箱に入り込んだガラシャが事故で四国に漂着するのが始まり。ガラシャを保護した元親は彼女を光秀と再会させるべく制海権を奪うために四国統一を目指す。勝利して本土への道を確保するが今度は光秀が娘を探すべく出奔してしまう。完全なIFストーリーで、誾千代や元就も元親に協力をしてくれる。
北条氏康
河越夜戦から始まる。三国同盟を結んだ今川義元から提案された三家同時の上洛を目指す。
毛利元就
吉田郡山城の戦いから始まる。陶晴賢や山中鹿介と戦い中国地方を制する史実よりのストーリー。織田軍との戦いが始まるまでは元就以外の無双武将はほとんど登場せず、敵も味方も中国地方の一般武将達が活躍する。

### 争覇演武
桶狭間合戦、本能寺の変、小牧・長久手合戦、関ヶ原合戦、無双集結の5つのシナリオから開始時代と勢力を選択してプレイするEmpiresシリーズならではのモード。今作では歴史再現イベントは廃止されているが、特定の武将同士を自軍に在籍させることで発生する会話イベントが大量に用意されている。「無双集結」は40人の無双武将が十数個の勢力に振り分けられて配置されており、一般武将も時代を無視して登場している。DLCにより新たに厳島合戦、天下布武、詳録関ヶ原、群雄無双といった4つのシナリオをプレイできる。